# Paraeuphysilla taiwanensis
Paraeuphysilla taiwanensis is een hydroïdpoliepensoort uit de familie van de Corymorphidae. De wetenschappelijke naam van de soort is voor het eerst geldig gepubliceerd in 2011 door Xu, Huang & Go.